# 有効需要
有効需要（ゆうこうじゅよう、英: effective demand）とは、貨幣的支出の裏づけのある需要。金銭的な支出を伴った欲望として、単なる欲望とは区別される。「有効」という言葉は、貨幣支出（購買力）に基づいていることを示している。
一般理論の序論第3章のケインズ自身の言では、雇用量は総需要曲線と総供給曲線の交点において決定され、さらにこの点において事業者の利潤期待が最大化されるとし、ケインズはこの交点を有効需要と呼んだ。経済学では、有効需要とはマクロ経済全体で見た需要のことを指し、消費・投資・政府支出および純輸出（輸出マイナス輸入）の和で定義される。総需要と同義であり、Y=C+I+G+X-Mとも表される。「全体としての産出物の需要表」。全体としての産出に必要な雇用が完全雇用状態でない場合、非自発的失業が生じる。古典派は非自発的失業がない状態まで全体としての産出が行われるとする。
この概念は経済学者であるミハウ・カレツキあるいはジョン・メイナード・ケインズによって提唱され、後に形成されたケインズ経済学（ケインジアン）の考え方の根幹となっている。

## セイの法則
ケインズ以前に主流であった古典派の経済学では、セイの法則(Say's Law)を中心として自由放任主義を展開していた。セイの法則は「供給はそれ自らの需要を生み出す」と要約される理論で、どのような供給規模であっても価格が柔軟に変動するなら、かならず需給は一致しすべてが需要される（販路法則）という考え方に立つ。経済は突きつめればすべては物々交換であり、貨幣はその仲介のために仮の穴埋めをしているにすぎない（ヴェール）。それゆえ追加的な生産物のみが新たな交換と支払い（需要）をうみ出す事が出来る、とする。ピグーら新古典派経済学は、このような均衡は財の価格が十分に調整しうるほどの長期において成立すると解釈する。一方、ケインズは「長期的にはわれわれはすべて死んでいる（In the long run, we are all dead.）」と呼び、このような長期的均衡は実現しないと批判した。

## 有効需要の原理
経済全体の有効需要の大きさが、国民所得や雇用量など、一国の経済活動の水準を決定するという原理。非自発的失業の存在は有効需要の不足が原因となる。
ケインズは、セイの法則は所得のうち消費されなかった残りにあたる貯蓄の一部が投資されない可能性を指摘してセイの法則を批判した。
ケインズの診断によれば、古典派の均衡理論では景気が後退すれば資金供給が増え（貯蓄↑）資金需要が減る（投資↓）ため金利は低下するはずであるが、現実の観測では2%を下回らない「慣行的でかなり安定的な長期利子率」と、「気まぐれで高度に不安定な資本の限界効率」が原因となって、不況であるにもかかわらず金利は高止まりし、完全雇用を提供するに足る高い水準の有効需要を維持することは困難であるとする。この原因はおもに通貨のもつ流動性に対する人々の選好と、投機を要因とした資本の限界効率の不安定性にあるとする。
通貨と財を考量した場合、財が高騰すれば増産することで均衡を達成することは可能であるが、通貨が高騰している（不況などで）さいに通貨は企業家が容易に増産できるものではない、経済が不況に陥ってるときに通貨が「自動的に」増えて利子率を引き下げるような均衡メカニズムは働かない。また財を保有することで商業的に収益をあげることはできても、他方で時間の経過とともに保管料や陳腐化などによる価値の損耗により持越費用がかさみ収益を相殺してしまう可能性がある。通貨には持越費用がかからないので保有され易い。
債権と通貨の関係では、利子が得られるにもかかわらず債権ではなく通貨を資産として少なからず保有する性向がある。これは「利子率の将来に関する不確実性」が存在するためで、将来発行される債券の利子率が上昇する（債券価格は下落）可能性があれば、現在の購入は資本損失の危険を冒すことになるからである。とりわけ将来の利子率が市場によって想定されている率よりも高くなると信じる個人は、現金で保有する実際上の理由をもつ。
事業への投資（株式等の購入）についても、現実の投資家は企業の限界効率(投資収益率)をもとに長期投資するわけではなく、価格騰落をくりかえす相場の「慣行」にもとづいて投機を行っているにすぎず、これが資本の限界効率の不安定さをもたらしている。
結局のところ、古典派の理論上の均衡利子率よりも相当程度に高止まりした資本調達コストのもとでは、雇用量を決定する企業側の供給サイドは、好況により見こまれた総需要が総供給を上回っていれば総供給量と雇用量を増大させるだろうが、不況により総供給量が総需要量を上回っていれば「慣行的な」水準より利子率が低下しない以上、雇用量を減少させ非自発的失業を発生せざるをない。

### 教科書的解釈
ケインズ経済学では、マクロ的に働く数量調整を重視する。これは、古典派が短期間の市場調整により価格が調整されるとする市場均衡理論と対照的である。価格や賃金が調整されないほどの短期においては、財の数量を調整することしかできないという考えに基づいている（価格や賃金の下方硬直性）と解釈されることもある。ただし仮に賃金(労働価格)が柔軟で伸縮可能なものであったとしても、その伸縮的な賃金が持続的な完全雇用を維持できるという見解をケインズは否定しており、ケインズにおいては総需要と総供給は均衡点で一致するが、これが完全雇用を伴うのは極限的なケースに限られるとマクロ的に理解されている。

## 総需要管理政策
政府による有効需要の調整は総需要管理政策と呼ばれるもので、財政政策と金融政策とに分けられる。また、財政政策と金融政策を併用することをポリシーミックスという。

### 財政政策
均衡GDPが完全雇用の下で達成されるGDPの水準(完全雇用GDP)を下回ることを不完全雇用均衡(産出量ギャップ)というが、この場合には有効需要の不足に基づく非自発的失業が発生する。このとき、政府が公共事業あるいは減税を通じて有効需要を発生させ、完全雇用GDPを達成することが考えられる。このような政策を財政政策と呼ぶ。このさい、政府支出の増加分よりも多くGDPが増加する現象を乗数効果と呼ぶ。不完全雇用の下で、意図的に需要を発生させて雇用を改善させる考え方はケインズ経済学（ケインジアン）の大きな主張点であり、世界恐慌に悩むアメリカで行われたニューディール政策はこの考え方に沿うものである。有効需要の理論は、レッセフェール（自由放任主義）で経済が行き詰っても、意図的に政府が経済に介入することで改善を図ることができる可能性を示すことになった。
インフレ・ギャップがある場合、これを解消するためには、公共サービスの削減あるいは増税などの黒字財政によって有効需要を削減することが必要となるが、これは政治的に不人気な政策となることが、ハーヴェイロードの前提(賢明な政府という仮説)との関わりで問題とされている。

### 金融政策
金融政策により金利を操作することで、民間投資を誘導し有効需要を調整することができる。例えば貯蓄を上回るほどの投資がある場合は、金利を引き上げることで貯蓄の増加と投資の減少を誘導し、有効需要（国民所得）を調整する。
投資は、追加投資によって得ることが期待できる利潤率（資本の限界効率）が利子率と一致するまで行なわれる（ケインズによる）。そこで投資を増加させるためには、金融緩和政策によって利子率を引き下げればよい。しかし、債券よりも現金を選好する流動性選好（価値保蔵手段としての貨幣に対する需要）次第では、貨幣量を増やしても利子率を下げることができない。また景気の見通しが暗い時期には期待利潤率がマイナスになる場合もある。このような場合には、金融政策の有効性が失われる。
現代では、財政政策の弊害への反省などから、金融政策により有効需要を調整することが多い。しかしグローバリゼーション(開放経済化)が進展した現在では、金利の操作は投資よりも経常収支に早く変化をもたらすため、貯蓄・投資の均衡が達成されない場合もある。

### 批判
ケインズ自身は公共投資を誘い水としてのみ唱導したのであり、経済問題に対する万能薬として総需要の管理に過度に訴えたものではなかった。ポーランドのドナルド・トゥスク首相およびヤン・ヴィンツェント＝ロストフスキ財務相は総需要管理政策はその有効性が希薄であることを強く主張している。同国のレシェク・バルツェロヴィチ元財務相・前中央銀行総裁・現ブリュッセル欧州世界経済研究所（ブリューゲル）会長、およびマレック・ベルカ元首相・現国際通貨基金(IMF)欧州局長も前掲の2人と同様の見解に基づいた主張をしている。

## 比較概念としての顕在需要
マーケティングの世界（ミクロ）では、具体的な販売に結びつく水準での需要という意味から顕在需要と表現されることがある。また具体的な購買力にもとづかない需要、たとえば賃金がもう少し増えれば（あるいは所得がもう少しあれば）、借り入れ金利がもう少し低ければ、今は失業しているがすぐに雇用されれば、価格がもう少し安ければ購入できる、などといった需要を潜在需要とすることがある。アンケートのサンプル調査で新商品を提示し購入意欲を調査する場合、調査結果と現実の購買行動はかならずしも一致しない。この場合、対象商品を複数の従来商品と比較してどちらに購買上の魅力を感じるか聴取する手法が潜在需要の把握に有効である。より規模の大きな事例、たとえば代替交通機関の導入や新技術の導入などの公共・産業政策においても潜在・顕在需要の概念は利用される。堆肥やウエスなど自家生産・自家消費の傾向がある商材の潜在需要は顕在需要と大幅に乖離している可能性がある。
(事例)
- 路線バスの需要実態
- ディーゼル乗用車の潜在需要調査
- 堆肥の潜在需要
- ウエスの需要実態
- 住宅リフォームの需要実態